# Сватове (десантний катер)
«Сватове» (L434) — десантний катер проекту 1176 (шифр «Акула», англ. Ondatra class за класифікацією НАТО) десантно-висадочний засіб Військово-Морських Сил України, призначений для транспортування та висадки особового складу морського десанту (підрозділів спеціального призначення) на узбережжі, зайнятому противником.
Постійне місце базування — військовий порт міста Очаків.

## Історія служби
У ВМФ СРСР носив назву Д-305.  У ВМС України — «Віл» (1993–1998). 7 жовтня 1998 року отримав назву «Сватове» (бортовий номер U430) на честь однойменного міста на Луганщині. Через деякий час бортовий номер було змінено на U763.
Десантний катер має відкритий трюм і носову апарель. Висока маневреність забезпечується двома гребними гвинтами в роздільно-керованих поворотних насадках. Це дозволяє успішно виконувати десантно-транспортні операції біля морського узбережжя, здійснювати вивантаження на необладнаний берег. Пристосований для перевезення завантаженої колісної та гусеничної техніки, яка самостійно виходить на берег по носовій апарелі, може буксирувати інші плавзасоби. Десантомісткість — середній танк або 20 десантників з легким озброєнням чи 50 тонн вантажів.
У 2007 році катер брав участь у міжнародних військових навчаннях Сі Бриз, під час яких успішно висадив десант на полігоні «Тендровська коса».
Перебуває у розпорядженні 73-го Центру спеціальних операцій, постійне місце базування — військовий порт міста Очаків.

### Капітальний ремонт
18 серпня 2015 року прибув для ремонту на Суднобудівний завод ім. 61 комунара.
10 вересня 2018 року керівництво Миколаївського суднобудівного заводу та ВМС домовились про продовження ремонту десантного катера «Сватове».
В результаті затяжного ремонту корабель фактично отримає новий корпус — 93 % конструкцій корпусу та зовнішньої обшивки будуть замінені. Будуть повністю відновлені також валопроводи, гвинто-стернова система, система головного двигуна, електромеханічна частина тощо. Здати корабель з ремонту Військово-Морським Силам планується у першому півріччі 2020 року.
На Миколаївському Суднобудівному Заводі (МСЗ) завершується капітальний ремонт десантного катера «Сватове». Повністю відновлено конструкції корпусу, на зовнішню обшивку та надбудову нанесено другий шар ґрунту під фарбування, змонтовані двигуни, валопроводи та гвинто-стернова група, встановлено навігаційне обладнання. Пред'явлення корабля військовій прийомці планується наприкінці березня 2020 року.

### Після ремонту
1 червня 2020 року, після капітального ремонту на Миколаївському суднобудівному заводі вийшов на службу десантний катер «Сватове». Під час ремонту було повністю відновлено конструкції корпусу та зовнішню обшивку, відремонтовано систему головного двигуна, валопроводи, гвинто-стернову систему, якірно-швартовну систему, механізм десантної апарелі, електромеханічну частину тощо.
7 липня 2020 року десантний катер Військово-Морських Сил L434 «Сватове» вперше, після виходу з п'ятирічного ремонту, взяв участь у військово-морських навчаннях з висадкою морського десанту.
Десантувати катеру довелось підрозділ 88-го окремого батальйону морської піхоти зі штатною технікою — бронеавтомобілем «Варта», що брав участь у навчаннях. Перед морськими піхотинцями стояло завдання відпрацювати висадку морського та повітряного десанту, ведення протидиверсійної оборони корабля на зовнішньому рейді.
«Головні елементи навчань, які ми відпрацьовували — це десантування морським й повітряним способом з подальшим взяттям під контроль ділянки узбережжя».
Взяв участь у випробуваннях можливостей десантування БТР-4Е безпосередньо у воду.
2 липня 2021 року прибув до Миколаєва, де разом з артилерійським «Костопіль» взяв участь у святкуванні дня ВМС України[джерело?]
10 березня 2024 отримав пошкодження в результаті попадання баражуючого боєприпасу[джерело?]